# Hoofdkwartier
Het hoofdkwartier of staf, is de plaats waar de (opper)bevelhebber van een krijgsmacht of deel daarvan is gevestigd, en van waaruit de orders worden uitgegeven. Een hoofdkwartier kan zowel tijdelijk zijn (voor bijvoorbeeld een militaire campagne) als permanent. Naast deze militaire betekenis wordt de term ook wel gebruikt voor een hoofdkantoor in het algemeen.

## Militair hoofdkwartier
Een militair hoofdkwartier kan vele vormen aannemen, afhankelijk van de formatie die het aanstuurt. Bij de NAVO (waarvan Nederland en België lidstaten zijn) zijn er drie belangrijk typen hoofdkwartier: Tac (tactical), Main of Rear.
Het tac-hoofdkwartier (afkorting voor tactisch) is een kleine eenheid van staf en verbindingen. Het is normaliter erg mobiel, en helpt zo de commandant vooruit te bewegen een operatie en de belangrijke onderdelen aan te sturen vanuit een positie van waaruit hij of zij het veld kan overzien en ondergeschikten kan aansturen.
Het vaste hoofdkwartier is veel minder mobiel. Het verzorgt zowel de planning als de uitvoering van de operaties. Er is hier een aantal staven bijeen om de commandant te adviseren en de verschillende aspecten van planning of de uitvoering van specifieke operaties uit te voeren. Een vast hoofdkwartier zal meestal een stafchef hebben die de staven coördineert.
Het achterhoofdkwartier ligt op enige afstand van het slagveld. Zijn functie is logistieke steun aan de frontlinietroepen te leveren, door bijvoorbeeld het transport van materieel en apparatuur, en het verzorgen van geneeskundige hulp en technische ondersteuning.